# 費朱茲布格拉拉薩烏迪
35°42′29″N 6°49′01″E / 35.70805°N 6.817017°E
費朱茲布格拉拉薩烏迪（阿拉伯语：الفجوج بوغرارة سعودي），是阿爾及利亞的城鎮，位於該國東北部烏姆布瓦吉省，由艾因法克隆區負責管轄，面積313平方公里，2008年人口4,169，人口密度每平方公里13人。